# Ateneo Artístico y Literario de Señoras
Ateneo Artístico y Literario de Señoras es una asociación española de enseñanza universal, científica, religiosa y recreativa, fundada en 1869 por Faustina Sáez de Melgar, cuyo objetivo era la formación de las mujeres en todos los ámbitos de la educación, con sede central en Madrid.

## Contexto histórico
En 1869 se creó el Ateneo Artístico y Literario de Señoras, asociación de enseñanza universal, científica, religiosa y recreativa. Fernando de Castro apoyó la creación del Ateneo Artístico y Literario de Señoras, que fue fundado y presidido por Faustina Sáez de Melgar, en un momento histórico en que a partir de la Revolución de 1868 la educación empezaba a estar influida por las ideas de krausismo, que predicaba la coeducación. Se pensaba en la educación como instrucción y formación para conseguir la finalidad de dar un medio de vida a la mujer; así, se empezó a dar importancia y a considerar necesaria la educación de las mujeres y a ver a la mujer como individuo con derecho a una educación, como ciudadanas.
Al Ateneo Artístico y Literario de Señoras le siguieron otras iniciativas en pro de la educación de la mujer como medio para alcanzar la igualdad de derechos. Las Conferencias Dominicales para la Educación de la Mujer comenzaron a celebrarse en el paraninfo de la Universidad Central de Madrid entre febrero y mayo de 1869, organizadas por Fernando de Castro que fundó ese mismo año la Escuela de Institutrices, punto de partida para la creación de la Asociación para la Enseñanza de la Mujer (AEM) constituida en 1870.  En los años siguientes se irá implantando un plan de estudios cada vez más amplio y orientado a la práctica profesional, se crearán las Escuelas de Comercio para Señoras (1878-1879), la Escuela de Correos y Telégrafos (1883) y las escuelas de Primera Enseñanza y Preparatoria, además de ofrecer clases de Idiomas, Música, Artes Aplicadas, Corte y Confección y, ya en el siglo XX, se incorporará una Escuela de Mecanógrafas y otra de Delineantes.

## Fundación y reglamento
El Ateneo Artístico y Literario de Señoras estuvo en funcionamiento entre los años 1869 y 1871 y fue el germen de posteriores iniciativas en la defensa y apoyo de la educación de la mujer como medio para alcanzar la igualdad de derechos.
El Reglamento fue publicado en el periódico La Iberia en diciembre de 1868 y enero de 1869.  
La asistencia a las clases era exclusivamente para las mujeres y en la medida de lo posible las clases deberían ser impartidas por señoras, pero siempre que fuera necesario por la temática o por la falta de una mujeres con formación, las conferencias podrían ser  impartidas por algún hombre. 
El primer año del Ateneo Artístico y Literario de Señoras se asociaron trece señoras, que constituyeron la junta de gobierno de la asociación, a comienzos de 1969  ya había sesenta y cuatro socias de pago, otras tantas de mérito y profesoras para todas las clases. El Ateneo, también, proporcionó una extensión de la enseñanza universitaria promovida por Fernando de Castro desde el Rectorado de la Universidad de Madrid y Concepción Arenal, que asumió la tarea de corresponsal en la prensa.
En el Ateneo Artístico y Literario de Señoras participaron y colaboraron mujeres como Concepción Arenal, duquesa de la Torre, las escritoras Joaquina García Balmaseda, Emilia Álvarez Mijares de Real, Micaela de Silva, Dolores Cabrera Heredia.
La escritora Faustina Sáez de Melgar tuvo en la educación de la mujer el tema clave en todas sus actividades considerándola de vital importancia para la transformación de la sociedad. Sin recursos económicos propios, basó sus proyectos educativos en el espíritu asociativo ligado al pensamiento del movimiento liberal (tras el triunfo de la Revolución de 1868). 

## Objetivos
Como escribía Faustina Sáez de Melgar el periódico La Iberia 12 de enero de 1869 en el artículo de la presentación del Ateneo Artístico y Literario de Señoras, detallaba sus objetivos, entre los que se citan algunos.:
- "Instruir a las mujeres para que sepan educar á sus hijos y para no ser engañada en los negocios que se confíen á su celo, sabiendo distinguir el bien y el mal con exacto conocimiento".

- "La misión del Ateneo será instruir á la mujer para que pueda guiarse por sí sola sin necesidad de auxilio alguno, que se baste á sí propia y tenga los conocimientos necesarios para adquirirse una posición en caso preciso, dejando de ser para el hombre una carga pesada, ya insostenible, según las tendencias de lujo y desenfreno, cada vez más devoradoras, de la sociedad".

- "Todas las edades podrán disfrutar los beneficios de la enseñanza, admitiéndose las alumnas desde doce ó catorce años, cuando tengan completa la instrucción primaria, ingresando en las clases que gusten á recibir una educación superior, de la cual pueden disfrutar al propio tiempo las socias que lo deseen, sea cualquiera su edad y su posición".